# Aire d'attraction de Salies-de-Béarn
L'aire d'attraction de Salies-de-Béarn est un zonage d'étude défini par l'Insee pour caractériser l’influence de la commune de Salies-de-Béarn sur les communes environnantes. Publiée en octobre 2020, elle se substitue à l'aire urbaine de Salies-de-Béarn, qui se composait d'une commune dans le zonage de 2010.

## Définition
L'aire d'attraction d'une ville est composée d’un pôle, défini à partir de critères de population et d’emploi ainsi que d’une couronne constituée des communes dont au moins 15 % des actifs travaillent dans le pôle. Le pôle d’attraction constitue ainsi un point de convergence des déplacements domicile-travail,.

## Type et composition
L’aire d'attraction de Salies-de-Béarn est une aire intra-départementale qui comporte 6 communes dans les Pyrénées-Atlantiques.
Elle est catégorisée dans les aires de moins de 50 000 habitants, une catégorie qui regroupe 16,5 % de la population de Nouvelle-Aquitaine et 12,2 % au niveau national.

### Carte

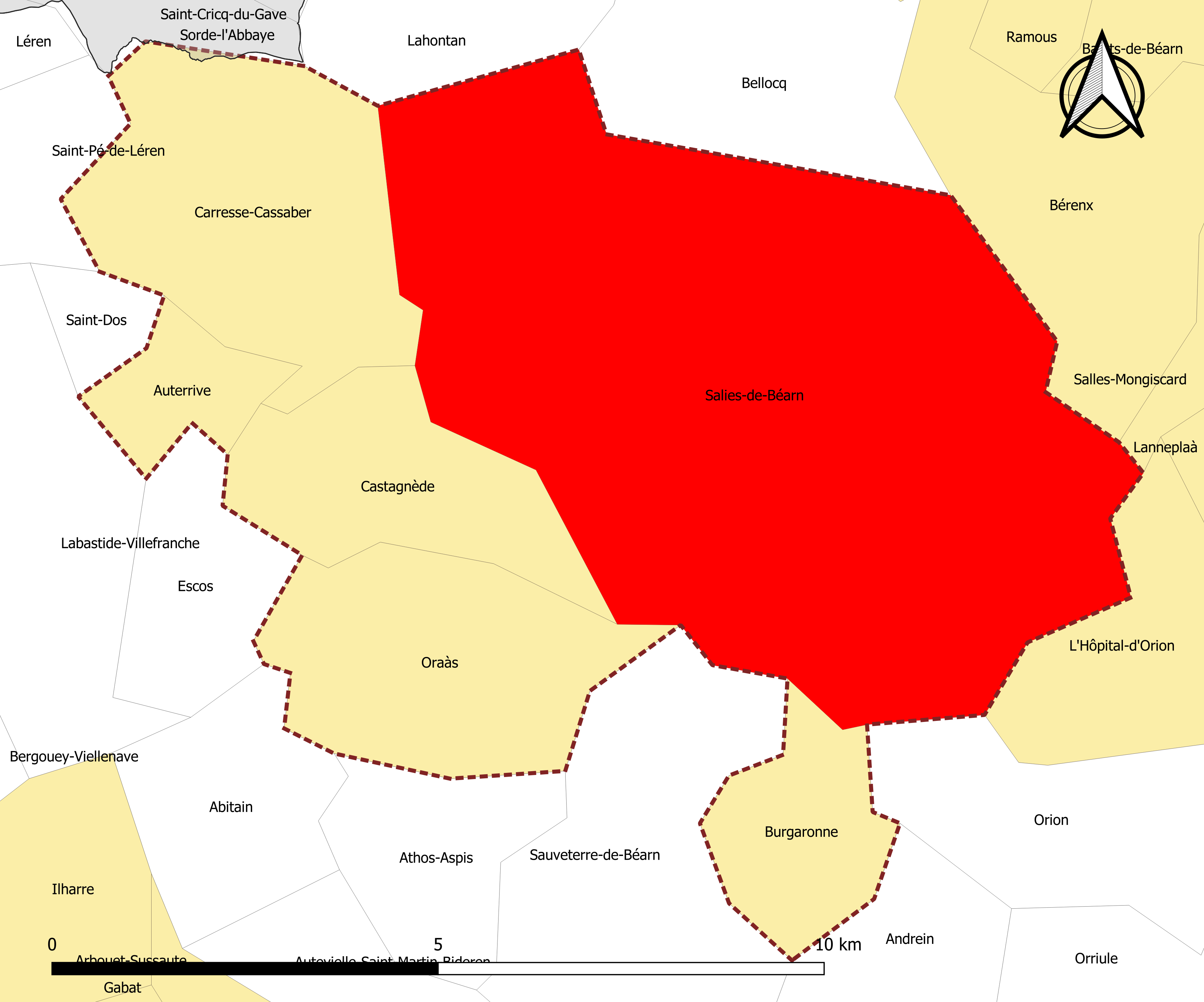
Carte de l'aire d'attraction de Salies-de-Béarn.
Commune-centre
Commune de la couronne

### Composition communale
| Nom                              | Code Insee | Département          | Statut                 | Superficie (km2) | Population (dernière pop. légale) | Densité (hab./km2) | Modifier                                    |
| -------------------------------- | ---------- | -------------------- | ---------------------- | ---------------- | --------------------------------- | ------------------ | ------------------------------------------- |
| Salies-de-Béarn (commune-centre) | 64499      | Pyrénées-Atlantiques | commune-centre         | 52,08            | 4 642 (2022)                      | 89                 | modifier les données · modifier les données |
| Auterrive                        | 64082      | Pyrénées-Atlantiques | commune de la couronne | 3,08             | 143 (2022)                        | 46                 | modifier les données · modifier les données |
| Burgaronne                       | 64151      | Pyrénées-Atlantiques | commune de la couronne | 5,27             | 98 (2022)                         | 19                 | modifier les données · modifier les données |
| Carresse-Cassaber                | 64168      | Pyrénées-Atlantiques | commune de la couronne | 13,91            | 662 (2022)                        | 48                 | modifier les données · modifier les données |
| Castagnède                       | 64170      | Pyrénées-Atlantiques | commune de la couronne | 8,33             | 200 (2022)                        | 24                 | modifier les données · modifier les données |
| Oraàs                            | 64423      | Pyrénées-Atlantiques | commune de la couronne | 10,57            | 187 (2022)                        | 18                 | modifier les données · modifier les données |